# Raymond Mays

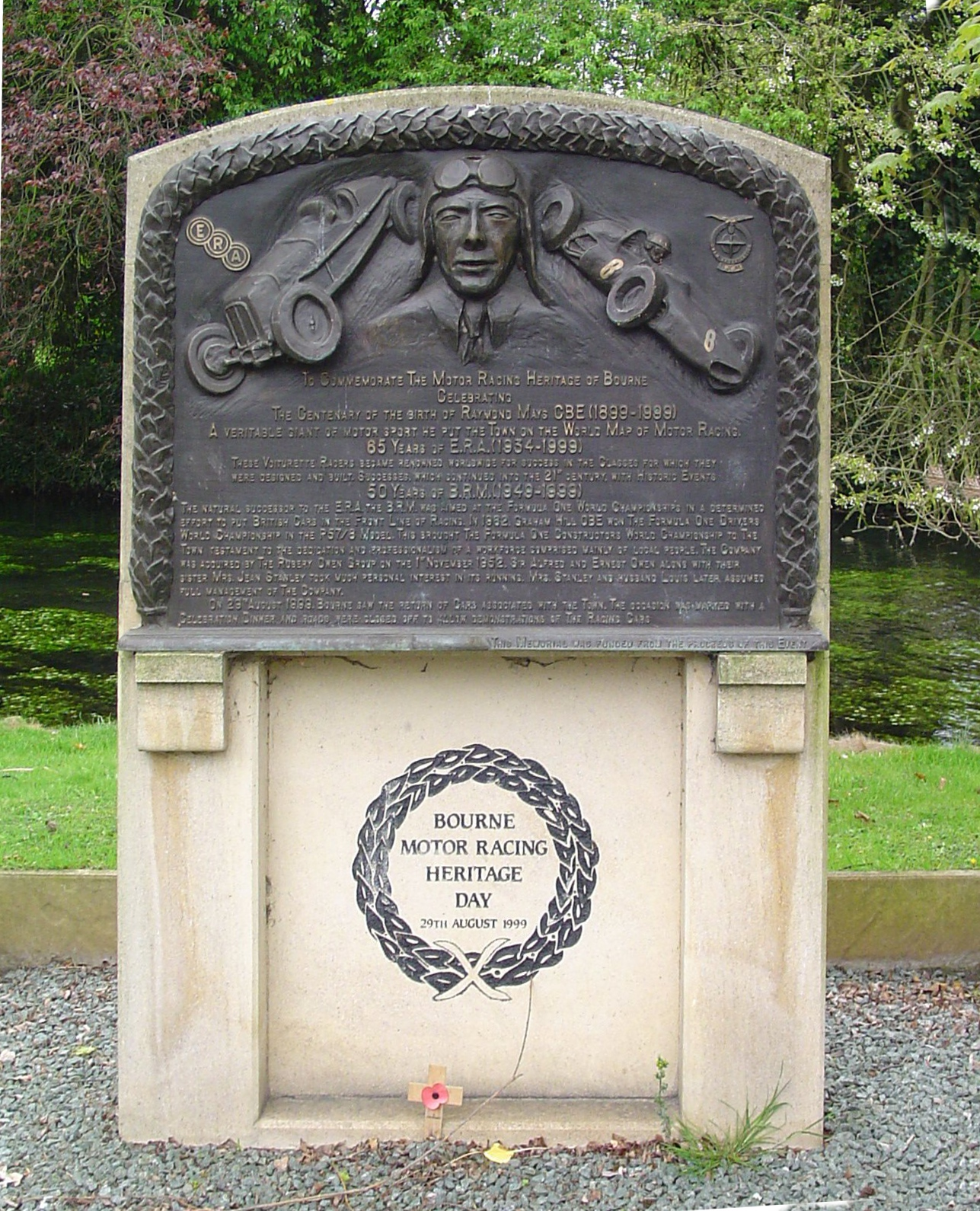
Motor Racing Memorial in Bourne

Thomas Raymond Mays (* 1. August 1899 in Bourne, Lincolnshire; † 6. Januar 1980 ebenda) war ein britischer Autorennfahrer und Unternehmer.
Bis 1917 besuchte er die Schule in Oundle, wo er Amherst Villiers traf. Nach dem Militärdienst bei den Grenadieren in Frankreich schrieb er sich am Christ’s College in Cambridge ein. Er besuchte gerne das Theater in London und beobachtete Jean Borotra beim Tennis.

## Rennkarriere
Mays spielte eine entscheidende Rolle beim Aufbau der britischen Autorennställe ERA und B.R.M. Die Werkstätten dieser Firmen lagen jeweils direkt hinter seinem Haus in Bourne. Zeit seines Lebens war es sein Ziel, sein Heimatland an der Spitze des internationalen Motorsports zu sehen. Diese Ambitionen entsprachen nicht immer den technischen und finanziellen Möglichkeiten und gipfelten schließlich im Misserfolg des B.R.M.-V16-Projektes.
Mays’ Rennfahrerkarriere dauerte ungefähr 30 Jahre, wobei er in verschiedenen Wagen fuhr: ein 1½-Liter-Hillman-Speed-Model, zwei 1½ -Liter-Bugattis, ein (erfolgloser), aufgeladener AC, der Vauxhall-Villiers, Mercedes, Invictas, Rileys und ERAs. Mays war für seine Rennen Anfang der 1920er-Jahre in Shelsey Walsh bekannt, die er mit zwei Brescia-Bugattis bestritt, die Cordon Bleu und Cordon Rouge genannt wurden. Ein bekanntes Bild von „Cordon Bleu“ entstand 1924 beim Bergrennen am Caerphilly Mountain. Er entwickelte seine Autos mit Kompressoren von Amherst Villiers vom AC über den Vauxhall-Villiers bis zum bekannten „White Riley“, aus dem später die ERAs entwickelt wurden.
1929 fuhr Raymond Mays das Bergrennen in Shelsey Walsh mit einem Vauxhall-Villiers mit doppelten Hinterrädern, laut Mays „das erste Mal, dass ein so ausgerüstetes Auto an einem Bergrennen teilnahm“. Er brach damit den Geschwindigkeitsrekord und in der Folge wurde diese Neuerung vielfach kopiert.
Mays machte in Rennveranstaltungen wie dem Großen Preis von Deutschland 1935, den Tazio Nuvolari gewann, auf sich aufmerksam, wo er seinen ERA mit Ernst von Delius teilte. Das Band am Siegerkranz dieses Rennens kann man im Raymond-Mays-Raum im Bourne Heritage Center sehen.
Mays war einer der bekanntesten Fahrer von ERA, der in seinem schwarzen ERA 4RD den britischen Bergrenncup in den ersten beiden Jahren, 1947 und 1948, ebenso gewann, wie die Brighton Speed Trials 1946, 1947, 1948 und 1950. Zum Ende der Saison 1950 gab er den Rennsport auf.
In den 1950er- und 1960er-Jahren stellte Mays Tuningteile für die britischen Ford-Vier- und -Sechszylindermotoren her, unter anderem auch einen Aluminiumzylinderkopf, den Mays’ Kollege bei ERA und BRM, Peter Berthon, entworfen hatte. Diese Teile wurden in Automobile von Ford, AC und Reliant eingebaut.

## Veröffentlichungen
- Raymond Mays & Dennis May: Split Seconds: My Racing Years. G.T. Foulis & Co. Ltd. (1952). 306 Seiten.
- Raymond Mays & Peter Roberts: B.R.M. Cassell & Co. Ltd. London (1962). 240 Seiten.

## Raymond Mays 20 hp

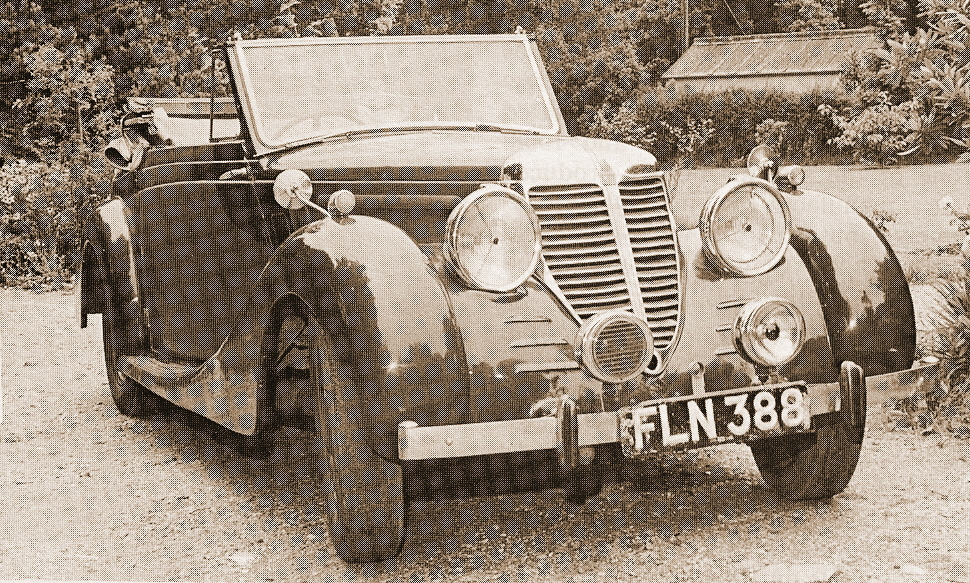
Raymond Mays 20 hp (1939)

Von 1938 bis 1939 entstand bei Shelsley Motors in Bourne (Lincolnshire) auf Basis des Standard V8 in wenigen Exemplaren ein Cabriolet, das den Namen Raymond Mays’ trug. Der elegante Wagen besaß einen seitengesteuerten V8-Motor mit 2,7 l Hubraum, der 85 bhp (62,5 kW) Leistung bei 5000/min abgab. Auf dem Fahrgestell mit 2819 mm Radstand und einer Spurweite von 1321 mm war auch eine viertürige Limousine geplant, aber es entstand – wenn überhaupt – nur ein Einzelstück. Der Zweite Weltkrieg beendete die Fertigung.